# Thunbergia schimbensis
Thunbergia schimbensis är en akantusväxtart som beskrevs av Spencer Le Marchant Moore. Thunbergia schimbensis ingår i släktet thunbergior, och familjen akantusväxter. Inga underarter finns listade i Catalogue of Life.